# バラコマ飛行場
バラコマ飛行場（バラコマひこうじょう、英語: Barakoma Airfield）は、ニュージョージア諸島・ベララベラ島に存在する飛行場。第二次世界大戦中にはアメリカ軍の飛行場として利用された。

## 歴史
1943年8月15日、アメリカ陸軍第35歩兵連隊がベララベラ島に上陸した。陸軍部隊と共に上陸を果たしたシービーの第58海軍建設大隊は、8月中に島の調査と飛行場建設のための開拓作業を実施し、表面がサンゴ、規模が1,200 m×61 m（4,000 ft×200 ft）の滑走路の建設に着手した。日本軍の空襲を頻繁に受けながらも工事は続行され、信号塔、作戦室、航空ガソリン用タンク、人員用の宿舎などの飛行場施設は9月中に完成、同月24日に最初の着陸が行われた。11月までに、海中パイプライン及び航空燃料用貯油施設（1,000バレル×6基）が稼働を開始していた 。
1944年6月15日に飛行場は放棄され、搬出可能な物資はすべて7月12日までに解体・撤去された:267。

## 部隊

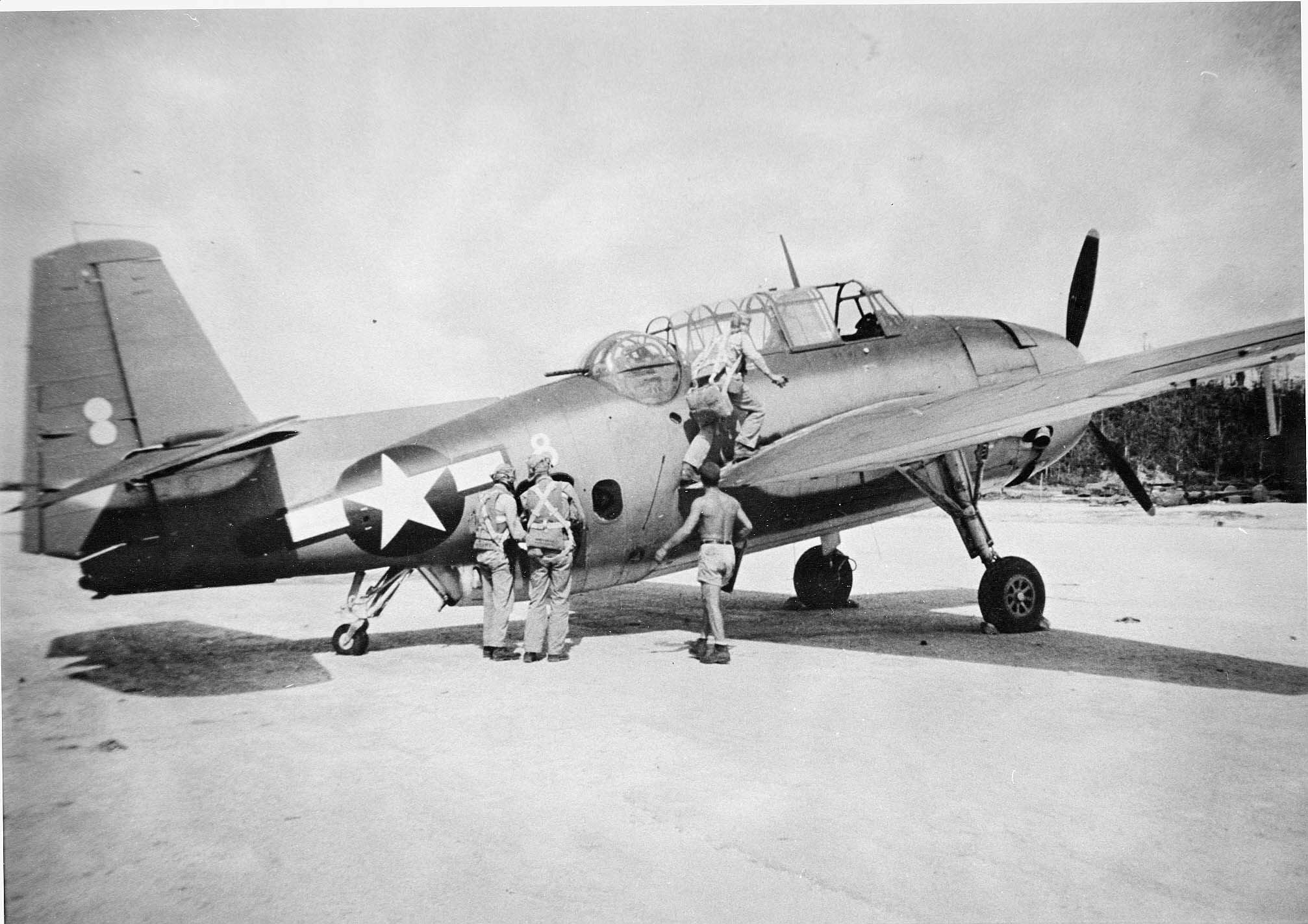
バラコマ飛行場に駐機するTBF「アヴェンジャー」雷撃機

### 海軍
- 第40戦闘飛行隊（F6F「ヘルキャット」戦闘機）

### 海兵隊
- 第212海兵戦闘飛行隊（英語版）（F4F「ワイルドキャット」戦闘機）
- 第214海兵攻撃飛行隊（英語版）（F4U「コルセア」戦闘機）
- 第215海兵戦闘飛行隊（英語版）（F4U戦闘機）
- 第221海兵戦闘飛行隊（英語版）（F4U戦闘機）
- 第321海兵戦闘飛行隊（英語版）（F4U戦闘機）
- 第531海兵夜間戦闘飛行隊（英語版）（PV-1「ヴェンチュラ」中型爆撃機）